# Ruby Loftus filetant un manchon de culasse
Ruby Loftus filetant un manchon de culasse (Ruby Loftus Screwing a Breech-Ring en anglais) est une huile sur toile, de la peintre britannique Laura Knight, achevée en 1943.
Commande du War Artists' Advisory Committee (en), l'œuvre représente une jeune ouvrière, Ruby Loftus (1921–2004), travaillant dans une usine d'armement britannique durant la Seconde Guerre mondiale.
L'œuvre appartient à l'Imperial War Museum.

## Historique
Knight a reçu la commande de l'œuvre par le War Artists' Advisory Commitee de faire une portrait de Ruby Loftus. La femme était considéré comme une ouvrier exceptionnel pour maîtriser rapidement les machines de productions, parfois complexe, le tout malgré un manque d'expérience dans les usines. En effet, on considérait qu'il nécessiterait une formation de huit ou neufs ans pour travailler à l'usine. Cette capacité avec les machines sans cette formation offre une possibilité publicitaire considérable pour la production militaire anglaise. En revanche, contrairement à l'idée de Knight de faire un portrait dans son studio, le ministère de l'approvisionnement a préféré que le portrait soit réalisé dans l'usine où Loftus travaille, le Royal Ordnance Usine de Newport.
Après la réalisation de cette peinture, Knight deviendra artiste de guerre et recevra plusieurs autres commandes, dont une pour le procès de Nuremberg en 1945.

## Description
L'œuvre agit au premier rapport comme un portrait de Ruby Loftus (qui a l'âge de 21 ans lors de la création de la peinture). On la voit au premier plan, en train de fabriquer la culasse d'une arme, considéré comme l'un des travaux les plus qualifiés dans les usines militaires. Il a été suggéré que c'est grâce à sa capacité avec les machines qu'elle a été placé devant celui-ci. On peut observer également la précision technique de Knight, notamment grâce à l'équilibre et la posture du sujet, en accord avec les outils qu'elle utilise. En arrière-plan, d'autres ouvriers sont également au travail, mais ceux-ci sont en minorité face à la présence de Loftus. Cette peinture est la première qui introduit la mécanique industrielle dans l'œuvre de Knight, elle qui s'intéressait plutôt aux artistes du cirque, tels que les danseurs,.
Cette peinture illustre l'intérêt que porte Knight envers le travail féminin dans l'industrie militaire. A travers l'image de Loftus, elle donne l'attention sur le rôle des femmes dans l'effort de guerre, Loftus incarnant la vertu et le travail. En effet, contrairement à une sainte, elle est illuminé par son travail, qui a une importance nationale pour l'époque. Par ailleurs, cette peinture lui permet de se mesurer à la scène masculin du monde artistique, grâce à sa technique et sa précision.